# A Child Is Born
A Child Is Born ist ein Jazz-Instrumentalstück von 1969, das später auch mit Gesang aufgenommen wurde. Nach den Urheberrechtsangaben wurde es von dem Jazz-Trompeter Thad Jones geschrieben; der Text wurde später von Alec Wilder hinzugefügt. Das Stück ist zum Jazzstandard geworden und wurde von vielen Musikern gespielt.

## Geschichte des Songs
Das Thad Jones/Mel Lewis Orchestra nahm A Child is Born 1970 für ihr im selben Jahr erschienenes Album Consummation auf. Entgegen der landläufigen Meinung ist dies aber nicht die erste Aufnahme des Songs. Richard Davis und Roland Hanna spielten die Melodie im Duo bereits auf Davis’ Debütalbum Muses for Richard Davis, das im Dezember 1969 im MPS-Studio in Villingen aufgenommen wurde. Nach Angaben Hannas entstand A Child is Born aus einem Zwischenspiel, das er zwischen den Nummern der Bigband spielte. Als Jones das Zwischenspiel hörte, bearbeitete und arrangierte er die Melodie für das gesamte Orchester. Trotz dieser gegensätzlichen Angaben zur Entstehung des Titels findet sich aber die Autorschaft von Thad Jones auch auf dem Davis-Album von 1969 angegeben.
Wilder hörte das Stück bei einem Konzert des Thad Jones/Mel Lewis Orchestra; die Melodie ließ ihn nicht mehr los und nach der Rückkehr ins Hotel schrieb er den Text.
Nach Angaben des Diskografen Tom Lord wurden im Bereich des Jazz ab 1969 insgesamt 471 Versionen des Titels eingespielt, unter anderem von Stanley Turrentine, Bill Evans, Kenny Burrell, Geri Allen (A Child Is Born, 2011) und Hank Jones. Vokalversionen interpretierten u. a. The Singers Unlimited (mit Oscar Peterson), Karin Krog, Radka Toneff, Tony Bennett, Helen Merrill, Dee Dee Bridgewater, Cleo Laine, Keiko Lee, Irene Kral, Ilse Huizinga und Nils Lundgren.

## Form
A Child is Born ist 32 Takte lang und im Drei-Viertel-Takt verfasst. Das Original wurde in B-Dur aufgenommen und hat eine langsame Einleitung auf dem Klavier, die über eine Minute dauert. Die Bigband-Version von A Child is Born von 1970 wurde in der Haltung einer Kammermusiknummer aufgeführt, wobei die ersten acht Takte ausschließlich am Klavier gespielt werden, bevor Bass und Schlagzeug hinzukommen. Dann stellte Jones auf dem Flügelhorn die Melodie abermals vor, bevor das gesamte Orchester mitwirkte, und spielte die Melodie noch einmal, um das Stück zum Abschluss zu bringen. In seinem Buch A Short History of Jazz bezeichnet Bob Yurochko das Stück als „schöne Ballade des Mainstream-Jazz“.